# Sauroniops pachytholus
Sauroniops pachytholus is een vleesetende theropode dinosauriër, behorend tot de groep van de Carnosauria, die tijdens het late Krijt leefde in het gebied van het huidige Marokko.
De soort werd in 2012 gemeld en beschreven door Andrea Cau, Marco Dalla Vecchia en Matteo Fabbri en nog hetzelfde jaar door dezelfde auteurs benoemd in een opvolgend artikel. De geslachtsnaam Sauroniops heeft de bedoelde betekenis van "Oog van Sauron", een demonische entiteit uit de trilogie In de ban van de ring van John Ronald Reuel Tolkien. De soortaanduiding betekent "dik schedeldak".
Het holotype, MPM 2594, is gevonden in de Kem Kem-lagen die dateren uit het Cenomanien. Het bestaat uit een linkervoorhoofdsbeen.
Sauroniops is door de beschrijvers ingedeeld in de Carcharodontosauridae.